# Узольский
Узольский — посёлок в Городецком районе Нижегородской области. Входит в состав Кумохинского сельсовета.

## История
В 1965 году указом Президиума Верховного Совета РСФСР посёлок Льнозавода переименован в Узольский.

## Население
| 2002 | 2010 |
| ---- | ---- |
| 200  | ↗222 |

## Улицы
В посёлке имеется одна улица — Молодёжная.